# Подрібнювач

Лабораторний подрібнювач

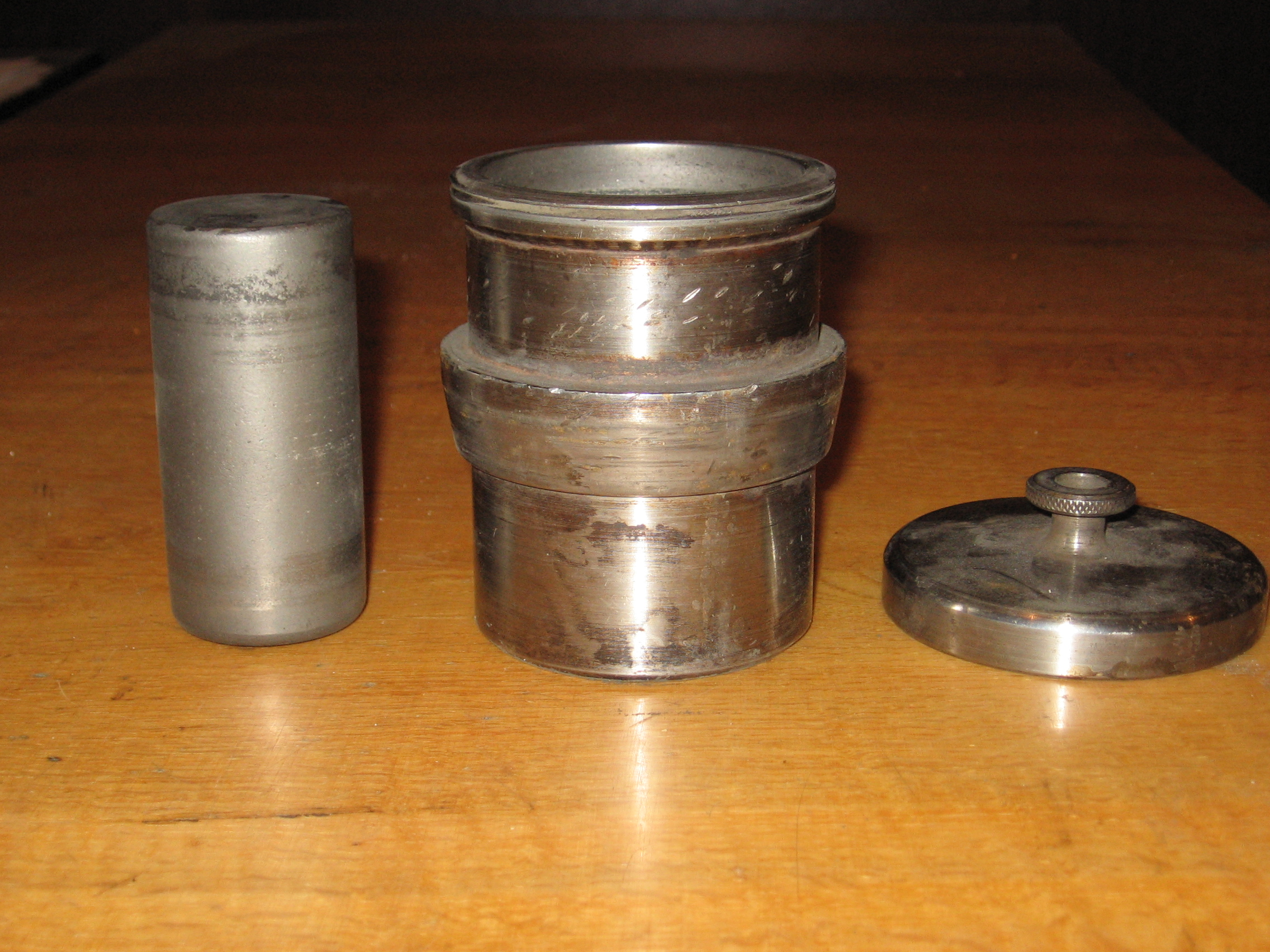
Лабораторний подрібнювач. Елементи подрібнюючої пари стакан-стержень

Подрібнююча пара стакан-стержень

Подрібнювач (англ. disintegrator, crushing machine, mill, mincer, нім. Zerkleinerungsanlage f, Zerkleinerungsmaschine f, Mahlwerk n) — машина для подрібнювання матеріалів, наприклад, руди, вугілля тощо.
Розрізняють подрібнювачі з молольними (помельними) тілами та без них.
До перших належать бігуни, більшість дробарок та млинів.
До других — струменеві, колоїдні та вибухові млини.

## Лабораторний подрібнювач
Включає 4 подрібнюючі пари «стакан-стержень», які поміщають на раму подрібнювача. Остання розміщена на ґумових підвісках. Системі придають коливальних рухів від електродвигуна. В результаті стержень рухається по стінці стакана і подрібнює завантажену в стакан пробу матеріалу.